# Zla sudba
Zla sudba (izdan 1968.) je kriminalistički roman Agathe Christie s Tommyom i Tuppenceom u glavnim ulogama.

## Radnja
Početak bijaše prilično neočekivan... Tommy i Tuppence Beresford odlučuju da je vrijeme da izvrše svoju dužnost i posjete svoju postariju i prilično neprijatnu tetku u domu starih u kome živi. Rezultati ove posjete bit će, između ostalog, neobično nasljedstvo, misteriozna kuća, crna magija, nestali nadgrobni spomenik i smrtna opasnost po vrijednog Tueppencea. Ovo je jedan od najmračnijih i najjezivijih romana Agathe Christie.